# 北雪平猶太會堂

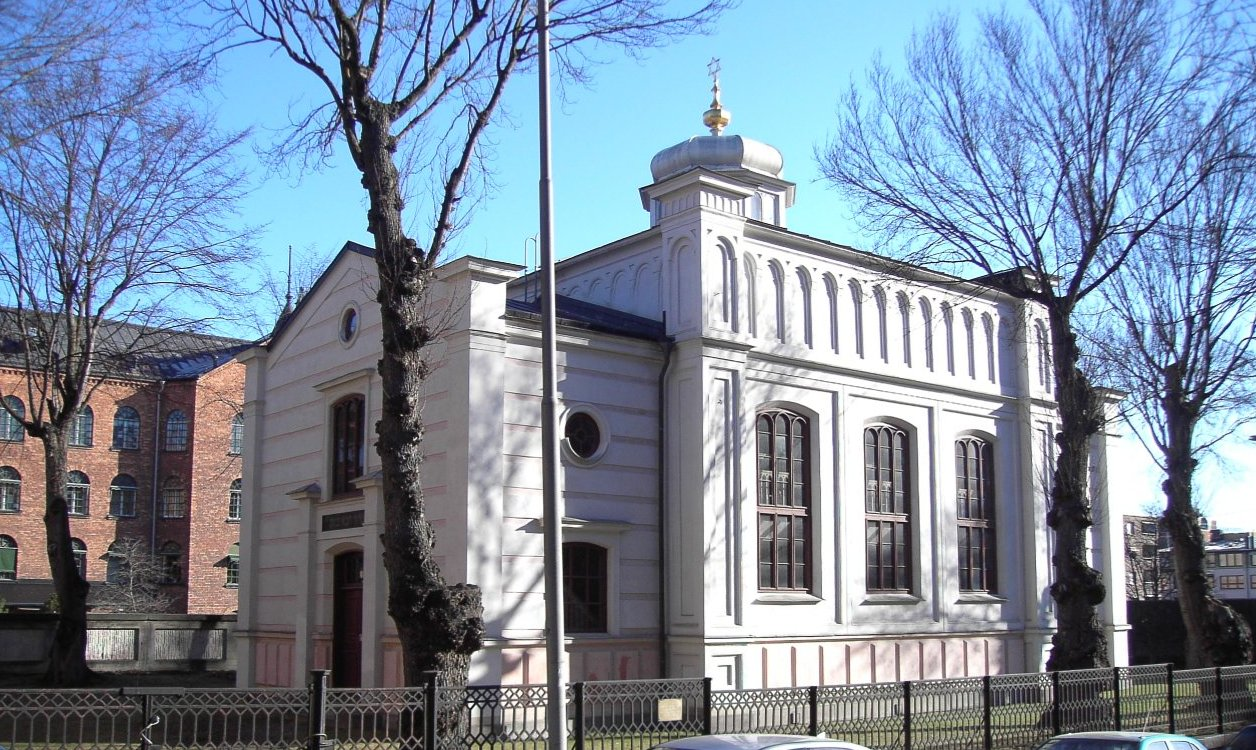

北雪平猶太會堂（瑞典語：Norrköpings synagoga）是瑞典城市北雪平的一座猶太會堂。1782年，猶太人獲得在北雪平的居住許可。1790年代，北雪平修建了一座小型猶太會堂。現在的猶太會堂修建於1855年至1858年，外觀是新古典主義風格。現在這座建築並不具有宗教功能。